# Акурский совхоз 38
Аку́рский совхо́з 38 — посёлок в Ванинском районе Хабаровского края. Входит в состав Тулучинского сельского поселения. Население по данным 2021 — 0.

## География
Расположен на левом берегу ручья Слабый, левого притока реки Тумнин. Ближайшая железнодорожная станция — Акур (на линии Ванино — Хабаровск I Дальневосточной железной дороги) — около 6 км.

## Население
| 1992 | 2002 | 2010 | 2011 | 2012 | 2021 |
| ---- | ---- | ---- | ---- | ---- | ---- |
| 214  | ↘6   | ↘2   | →2   | ↘1   | ↘0   |